# Angrapa
Angrapa (russisk: Анграпа , polsk: Węgorapa, tysk: Angerapp, litauisk: Angrapė) er en flod, der begynder i det nordøstlige Polen og ender i Kaliningrad oblast i Rusland. Den har udgangspunkt i Mamry-søen og løber til den 101 km lange Instruch på et punkt nær Chernyakhovsk - og har en længde der forskelligt vurderet til at være 140, 169, eller 172 km fra sin udspring - for at danne floden Pregolya. Dens største bifloder er den 89 km lange Gołdapa, som løber ud i den lige før grænsen, og Pissa (98 km).
Navnet Angrapa er afledt af de gammelpreussiske ord anguris (ål) og apis (flod). Byerne Węgorzewo, Ozyorsk og Chernyakhovsk samt landsbyen Mayakovskoye ligger langs Angrapas løb.